# Tom Parker Bowles
Thomas Henry Charles Parker Bowles (ur. 18 grudnia 1974 w Londynie) – brytyjski pisarz i krytyk kulinarny.
Syn królowej Zjednoczonego Królestwa Wielkiej Brytanii i Irlandii Północnej Kamili i jej pierwszego męża Andrew Parker Bowlesa, pasierb oraz syn chrzestny króla Zjednoczonego Królestwa Wielkiej Brytanii i Irlandii Północnej Karola III.

## Życiorys

### Wczesne lata
Dorastał w Allington i Corsham w Wiltshire. Ma młodszą siostrę Laurę. Oboje zostali wychowani w wierze rzymskokatolickiej. Jak jego ojciec jest w linii sukcesji do hrabstwa Macclesfield.
Kształcił się w Summer Fields School w Oksfordzie. W latach 80. XX wieku razem z siostrą uczęszczał do Heywood Preparatory School w Corsham. Później uczęszczał do Eton College i Worcester College w Oksfordzie.

### Kariera
Od 1997 do 2000 był młodszym publicystą dla firmy public relations, Dennis Davidson Associates. W 2001 został felietonistą kulinarnym magazynu „Tatler”.
Od 2002 jest pisarzem, krytykiem i prezenterem kulinarnym. Jest krytykiem restauracyjnym „The Mail on Sunday” i redaktorem „Esquire” poświęconym tematyce kulinarnej.
Wydał osiem książek kucharskich.

### Życie prywatne
10 września 2005 poślubił redaktorkę Sarę Buys. Mają córkę Lolę (ur. 2007) i syna Fredericka (ur. 2010). Rozstali się w 2018.
Od 2019 do jej śmierci w 2021 Parker Bowles spotykał się z dziennikarką Alice Propoce.